# 익산중학교
익산중학교(益山中學校)는 대한민국 전북특별자치도 익산시 금마면 동고도리에 있는 사립 중학교이다.

## 학교 연혁
- 1948년 4월 11일 : 학교법인 익성학원 설립인가
- 1948년 9월 20일 : 익산중학교 개교
- 1951년 7월 1일 : 익산중학교 인가
- 1962년 12월 18일 : 익산중학교 9학급 증설인가
- 1970년 12월 12일 : 본관 12개 교실 준공
- 1973년 10월 30일 : 본관 4개 교실 증축, 강당(익성당) 신축
- 1996년 9월 21일 : 익성기념관 개관
- 1997년 10월 22일 : 신교사 17실 준공 (1,625.4m2)
- 1999년 5월 21일 : 제3대 익성학원 이사장 지승룡 박사 취임
- 2000년 8월 29일 : 익산중·고등학교 校舍 환치
- 2009년 12월 23일 : 교육과학기술부 자율학교 지정
- 2013년 3월 1일 : 전라북도교육청 자율학교 지정(2013.3.1.~ 2018.2.28.)
- 2024년 2월 7일 : 제74회 졸업식(남 22명, 여 21명) 총 졸업생수(10,290명)
- 2024년 3월 4일 : 2024학년도 신입생 38명 입학
- 2024년 9월 1일 : 제16대 김종섭 교장 취임

## 참고 자료
- 익산중학교 - 한국교육학술정보원 학교알리미